# اوک کریک (آریزونا)
اوک کریک (به انگلیسی: Oak Creek) یک منطقهٔ مسکونی در ایالات متحده آمریکا است که در آریزونا واقع شده‌است. اوک کریک ۱٬۲۳۸ متر بالاتر از سطح دریا واقع شده‌است.